# Trepidulus rosaceus
Trepidulus rosaceus es una especie de saltamontes de la subfamilia Oedipodinae, familia Acrididae. Esta especie se distribuye en Norteamérica.